# عليآباد دوله رش (مقاطعة ديواندرة)
عليآباد دوله‌رش (بالفارسية: علی‌آباد دوله‌رش) هي قرية تقع في قسم سارال الريفي (مقاطعة ديواندرة) في إيران. يقدر عدد سكانها بـ 118 نسمة .